# Galinduste
Galinduste è un comune spagnolo di 539 abitanti situato nella comunità autonoma di Castiglia e León.